# Mechtylda z Hackeborn
Mechtylda z Hackeborn (ur. 1241 lub 1242, zm. 19 listopada 1299 w Helfta) – niemiecka mistyczka okresu średniowiecza, propagatorka kultu Serca Jezusa, święta Kościoła katolickiego, ewangelickiego i anglikańskiego.

## Życiorys
Mechtylda urodziła się na zamku Helfta (w pobliżu Halberstadt) w szlacheckiej rodzinie, jako trzecia córka barona Hackeborna, spokrewnionego z cesarskim rodem Hohenstaufów. Kiedy miała 7 lat, wraz z matką odwiedziła w klasztorze Rodersdorf (obecnie dzielnica miasta Wegeleben) swoją starszą siostrę Gertrudę (myloną z Gertrudą z Helfty). Zafascynowana nowym miejscem uprosiła matkę oraz ksieni i pozostała w klasztorze.
W latach 1251–1292 Gertruda z Hackeborn była ksienią wspólnoty, ale w 1258 przeniosła klasztor do Helfty pod Eisleben. Oficjalnie był to klasztor benedyktynek, ale był kojarzony z cysterkami z powodu stosowanej reguły, jednak cysterskiej jurysdykcji nie podlegał. W tym czasie Mechtylda prowadziła szkołę klasztorną i została mianowana „kantorką” (domina cantrix). Jej piękny głos i zapał w śpiewie sprawiły, że zasłużyła na miano „słowika Chrystusa”. Ostatnie namaszczenie św. Mechtylda otrzymała 18 października 1299 roku i zmarła „ofiarując swe serce Zbawicielowi zanurzając się w Nim”.

## Kult
Chociaż nigdy nie była kanonizowana, Mechtylda odbiera cześć jako święta w różnych klasztorach zachowujących regułę św. Benedykta.
Zgodnie z Martyrologium Rzymskim w Kościele katolickim i w zakonach trapistów, cystersów oraz benedyktynów wspominana jest 19 listopada.

## Pisma
Własnoręczne pisma Mechtyldy to tylko kilka listów do pewnej matrony. Od 1291 okazjonalne wypowiedzi o jej doświadczeniach duchowych były zbierane przez dwie współsiostry na polecenie ksieni Zofii z Querfurtu (1292-1303), a zredagowane przez Gertrudę Wielką. Pismo, które odnosi się szczególnie do jej doświadczeń mistycznych, „Liber specialis gratiae”, zawiera w pięciu księgach opis wizji oraz łask uzyskanych podczas kontemplacji. Dzieło zostało przetłumaczone i wydane w 1645 we Lwowie przez Jakuba Gawatha. W części I i VI, zredagowanych inną ręką, zostały opowiedziane cnoty Mechtyldy i Gertrudy.